# Santa María Ostuma
Santa María Ostuma é um município localizado no departamento de La Paz, em El Salvador.